# برج داوود

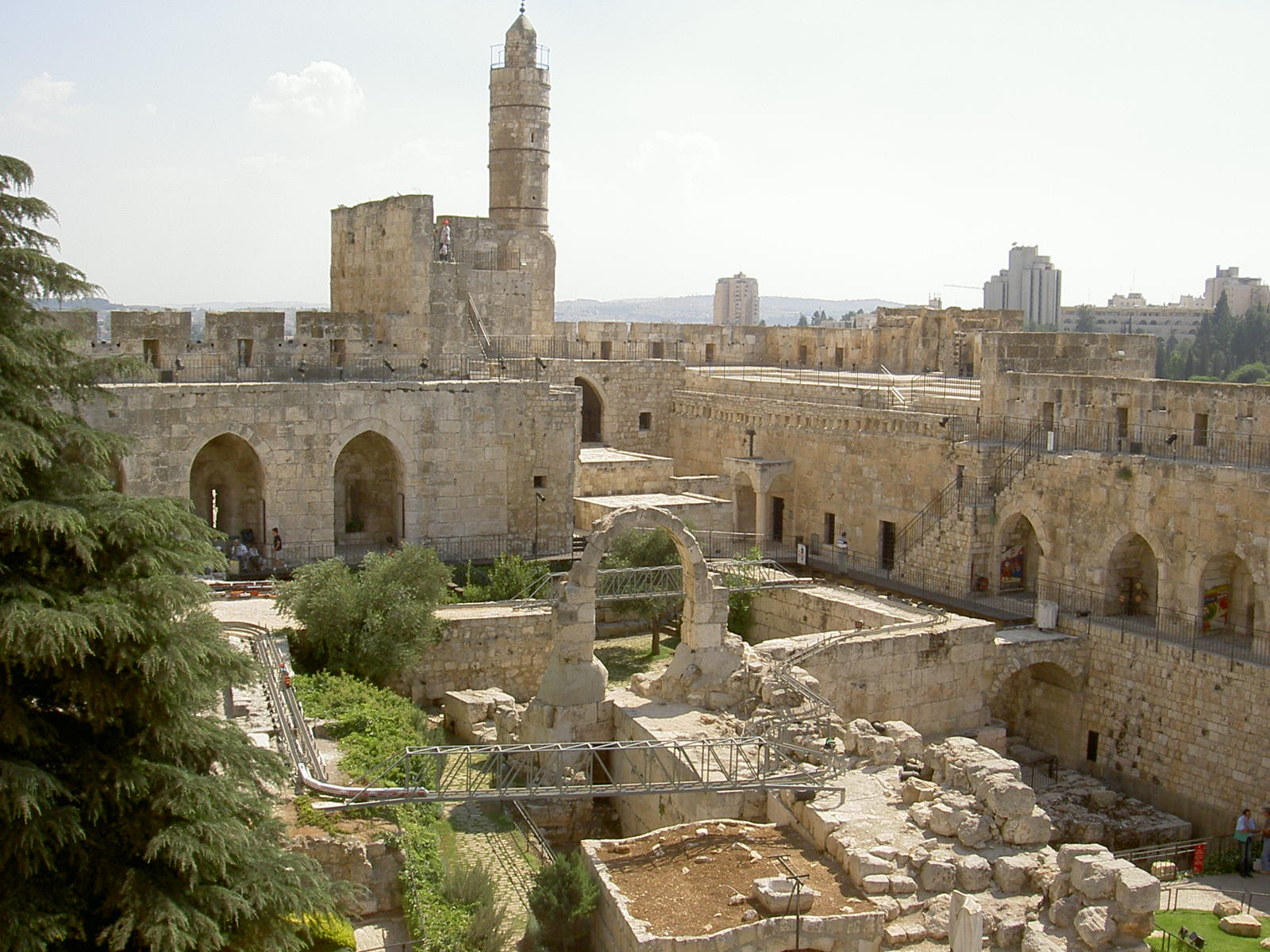
نمایی از داخل ارگ.

برج داوود (به عبری: מגדל דוד) نام یک ارگ باستانی در نزدیکی درب ورودی دروازه یافا در شهر باستانی بیت المقدس بوده است. برج داوود برای استحکام دفاعی دروازه یافا ساخته شده بوده و در دوره‌های مختلف تاریخی از شهر بیت المقدس محافظت کرده است. قدمت برج داوود به بیش از ۲۷۰۰ سال پیش بازمی‌گردد.
با اینکه برج داوود، صدها سال پس از سلطنت شاه داوود بنا شد، اما این برج از هزاران سال پیش به این نام، خطاب شده است.